# 카스텔누오보칠렌토
카스텔누오보칠렌토(이탈리아어: Castelnuovo Cilento)는 이탈리아 캄파니아주 살레르노도에 위치한 코무네다.